# Balijski ples
Balijski ples je drevna plesna tradicija koja je dio vjerskog i umjetničkog izraza kod balijskog naroda na otoku Bali u Indoneziji. Balijski ples je dinamičan, rotacijski i intenzivno izražajan. Balijske plesačice pričaju priče o plesnoj drami uz pomoć tjelesnih gesta, poput prstiju, ruku, glave i očiju.
Na Baliju postoji veliki broj plesnih oblika i stilova; a posebno su zapažene one ritualne plesne drame u kojima sudjeluju vještica (Rangda) i velika zvijer (Barong). Većina plesova na Baliju povezana je s hinduističkim ili tradicionalnim narodnim ritualima, poput svetog plesa Sanghyang Dedari koji priziva dobroćudne duhove, za koje se vjeruje da tijekom izvedbi uđu u plesače te se tako plesači nađu stanju transa. Ostali balijski plesovi nisu povezani s vjerskim ritualima i stvaraju se za određene prigode ili svrhe, kao što su plesovi dobrodošlice Baris ili društveni ples za zabavu.

## Prepoznavanje i očuvanje
UNESCO je 2015. prepoznaje tri žanra tradicionalnog plesa na Baliju u Indoneziji kao nematerijalnu kulturnu baštinu. Tri žanra uključuju Wali (sveti plesovi), Bebali (polusveti plesovi) i Balih-balihan (plesovi u zabavne svrhe). 
Tri žanra predstavljena su u devet plesova, prema njihovim funkcijaja i tradiciji življenja u balijskoj zajednici, a to su:
Sveti plesovi
1. Rejang - sveti svečani ples mladih žena u tradicionalnoj svečanoj haljini,
2. Sanghyang Dedari - sveti ples za suzbijanje negativnih nadnaravnih sila. Izvode dvije mlade djevojke.
3. Baris Upacara - sveti plesovi o herojskom duhu koji plešu muških plesača u parovima

Polusveti plesovi
1. Topeng Sidhakarya/Topeng Pajegan - Plesači nose maske kako bi notjerali zle duhove
2. Gambuh  - ples s bivšeg kraljevskog dvora, a danas služi kao pratnja raznih ceremonija; u njemu sudjeluje između 25 i 40 plesača
3. Wayang Wong  - kombinacija epske dram i glazbe

Zabavni plesovi
1. Legong Kraton - Ples u kojem sudjeluje 2 ili 3 djevojke
2. Joged Bumbung - Popularni društveni ples parova koji se pleše tijekom berbe
3. Barong Ket - Ples koji predstavlja borbu između dva mitološka lika Baronga u obliku lava koji simbolizira dobrotu i Rangde, zle vještice.